# Jan Tarnowski (zm. ok. 1580)
Jan Tarnowski herbu Rola (zm. ok. 1580 roku) – cześnik czerski, dworzanin królewski w 1567 roku.

## Życiorys
Poseł na sejm piotrkowski 1567 roku z ziemi czerskiej, poseł na sejm 1572 roku, sejm konwokacyjny 1573 roku z województwa mazowieckiego. Podpisał akt konfederacji warszawskiej 1573 roku.